# 土木の変
土木の変（どぼくのへん）は、1449年9月1日（正統14年8月15日）、交易の拡大を求めたオイラトの指導者エセンが明領に侵攻したのに対して、親征を行った明朝正統帝（英宗）が、土木堡（現在の河北省張家口市懐来県土木鎮）でエセンの軍勢に大敗し、正統帝自身も捕虜となった戦いを指す。中国史上でも珍しい、皇帝が野戦で捕虜になった事件として知られる。土木堡の変（どぼくほうのへん）ともいう。
明の兵部尚書于謙が果断な対処を行ったために、エセンは大勝を収めたにもかかわらず正統帝を無条件釈放せざるを得ず、この戦いは明にとっては致命的な打撃には至らなかったが、明がその後100年以上にわたりモンゴル高原の遊牧民（いわゆる「北虜」）の間断ない侵攻に悩まされる端緒となった。

## 戦いの原因
オイラトは、遊牧国家の常としてその経済を交易に依存していたため、中国の物産を安定的に入手することが不可欠であり、明とは元来朝貢貿易が行われていた。朝貢貿易において、朝貢から恩賞として下賜される金品の量は使節の人数に比例していたが、エセンの時代に急速に勢力を拡大したオイラトは、より多くの交易品を獲得すべく、明によって制限された50人の定数を超えて使節を送るようになった。1440年代には使節の総員は1,000人を越え、その員数は膨張する一方であった（この使節の中には、中央アジアから来たムスリム商人が多く含まれていたとされる）。
1448年冬、オイラトは使節の派遣にあたり、3,598人が朝貢すると明に通達した。この過大な使節に対する恩賞の下賜は明の大きな国庫負担となり、また実際に来訪した使節の実数を調査した結果、3,598人は実数より大幅に水増しされていたことが判明した。これに対し明は従来のオイラトに対する厚遇を撤回し、1448年の使節への下賜量を3,598人分の2割程度まで減額した。エセンはさらに、この朝貢使節の派遣に際して、かねて約束していたとして明の皇女とエセンとの婚姻も申し出たが、それは明の通訳官たちが独断でエセンとの間で約束したものであったため、明はその申し出を拒絶した。
しかしエセンは明との朝貢貿易の利益によってオイラトの統一を維持する必要があったため、明の方針転換はその統治体制に影響を与える重大な問題となった。そのため、明に侵攻し、略奪した戦利品を分配することで支配下の遊牧民の求心力を維持するとともに、軍事的圧力で従来の厚遇を明に迫ろうとした。またこの軍事行動には、婚姻を拒絶されたことによって損なわれた名誉の回復と、明に対する報復という側面もあった。

## 明軍の出撃
1449年（正統14年）7月、エセンは名目上の主君であるモンゴルのハーンのトクトア・ブハと協力し、陝晋遼の3方面より明領へ侵入した。中央軍を率いて山西に侵攻したエセンは、騎兵2万により大同へ進軍する。当時明の権力を掌握していた宦官の王振は正統帝に親征を要請。朝廷内の反対を押し切って王振を総司令官とし、50万と号する大軍が召集され、20人の武官と多くの文官とともに出撃した。
7月15日、エセンは長城の陽和にて侵入、明の西寧侯宋瑛（永楽帝の娘の咸寧公主朱智明の夫）や武進伯朱冕などが率いる守備軍と衝突し、宋瑛・朱冕が戦死した。7月17日、正統帝は異母弟である朱祁鈺（後の景泰帝）に留守を任せ、親征軍を率いて北京を出発した。親征軍は北京から居庸関を通過、宣府（現在の河北省張家口市宣化区）を経由して、大同方面へ草原地帯を西進した。
明軍内部では、豪雨による泥濘とそれに伴う食糧輸送の困難のため動揺が発生していた。居庸関では、文武諸官が北京への帰還を要求したが、王振はその意見を退ける。反対派による王振の暗殺計画が発覚した。8月1日、明軍は大同に到着したが、大同庁に派遣され九死に一生を得て生き残った腹心の宦官郭敬より前線部隊がほとんど全滅したの報告を聞いた王振は、オイラト軍の脅威を知り、大雨を理由に撤退を開始する。この際、「この進軍は勝利に終わった」と宣言し、皆が驚愕したと記録されている。王振は紫荊関（現在の河北省保定市易県北西部）を経由し、自身の出身地である蔚州に英宗を案内しようとしたが、大同総兵郭登と大学士曹鼐たちの反対により、行軍経路を北寄りに変更した。だがこのルートは、機動力にすぐれた騎兵を主力とするオイラト軍から追撃を受けやすいルートであった。8月13日、エセンは宣府を経由して撤退する明軍の追撃を開始し、明軍の恭順伯呉克忠とその弟の呉克勤などが戦場で、成国公朱勇・永順伯薛綬が鷂児嶺で戦死した。明軍は懐来城から20里の位置にある土木堡に到着、王振は1,000輌の輜重車を率いていては城まで到達できないと判断し、この地での露営を命じた。

## 土木堡
兵部尚書鄺埜は居庸関に入ることを提案したが、王振はこの提言に対し「腐儒がどうして兵事を知っていようか。再び言う者は死だ」と激怒して、土木堡での駐留に固執しこれを退けた。土木堡は台地になっていて水源に乏しい上に、土木堡の南にある河川周辺はオイラト軍に占拠されていたため、明軍は深刻な飲料水の不足に苦しんだ。8月15日、エセン率いるオイラト軍は明軍を包囲し、攻撃をしかけた。明軍は疲労し、王振と反王振派に内部分裂しており、士気も低かったため、この攻撃を防ぎきれずに大敗した。明軍の兵士は半数が戦死し、百名を超す文武諸官も数人を除いて全て戦死した。英宗は捕虜となり、エセンの幕営に連行された。王振はオイラト軍に討ち取られたとも、または陣中の混乱の最中に護衛将軍樊忠によって撲殺されたとされる。王振を討ったとされる樊忠も戦死した。また、大量の物資がオイラト軍によって奪われた。
明軍の遠征は十分に計画が練られ準備されたものではなく、総司令官が専門の軍人ではない王振だったことなどが、この大敗を招いた。50万と号される明軍に対し、オイラト軍はわずか2万の騎兵であったため、勝利したエセンにとっても予想外の事態であった。

## 北京防衛戦

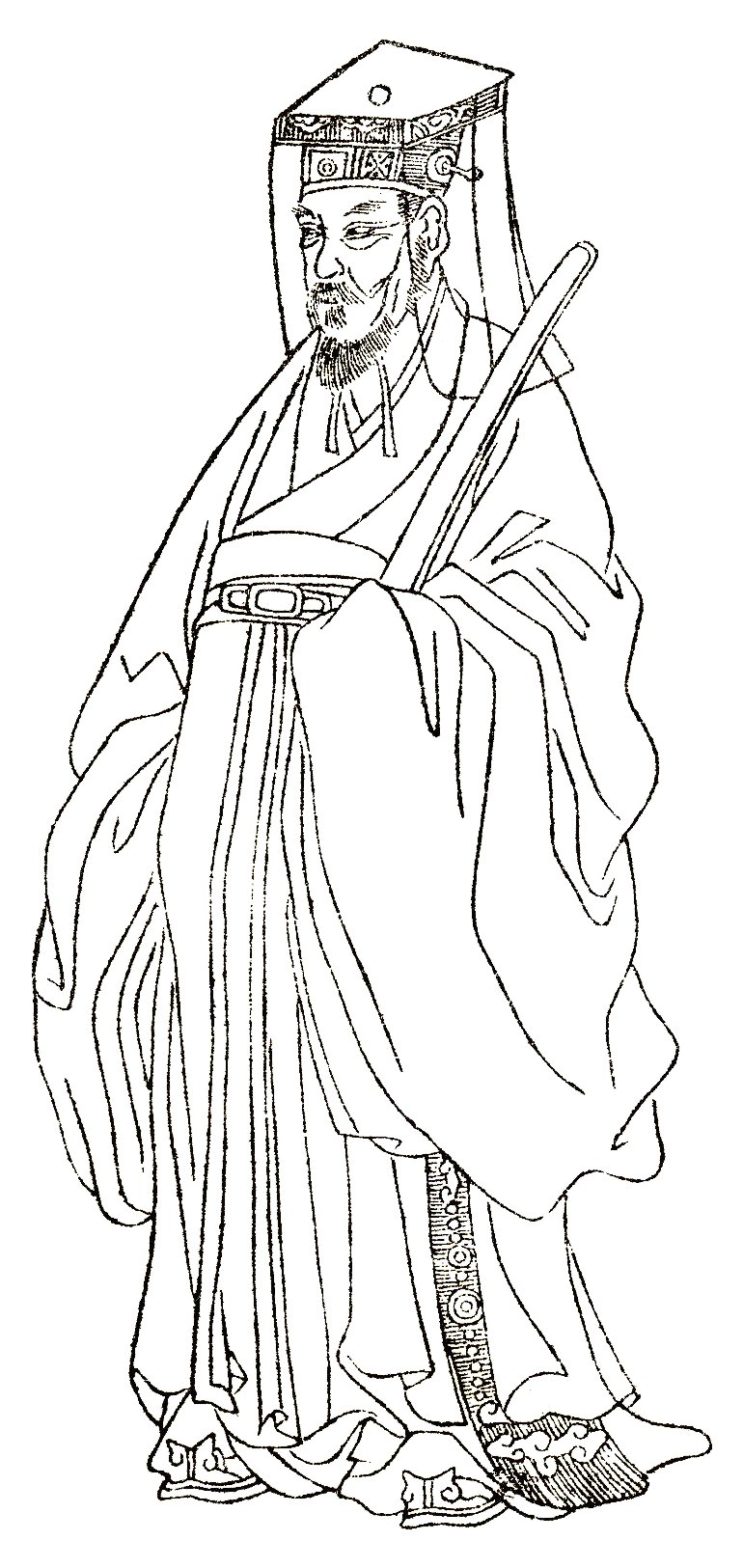
于謙

エセンは明の朝廷に英宗の身代金を要求し、有利な条件で講和を結ぼうと図った。一方、北京では皇帝捕わるの報で朝廷内に動揺が走ったが、兵部尚書于謙・吏部尚書王文らは朱祁鈺（景泰帝）を即位させ、英宗を太上皇として人心の動揺を収めた。また、王振糾弾の声が高まり、王振の財産は没収され、王振の甥であった王山は凌遅刑に処せられた。
同年10月、オイラト軍は英宗を人質としたまま北京を攻撃した。明側には南京への遷都を主張する者たちと、北京を守って戦おうという主張する者たちとの意見の対立があったが、主戦派は于謙を中心に住民の協力を得て北京を防衛することに成功した。結局エセンは英宗を連れて北方に撤退した。
明の朝廷は、トクトア・ブハ・ハーンらエセン以外のモンゴル高原の有力者と接触して朝貢貿易を部分的に復活させ、和平交渉が膠着していたエセンが孤立することを画策した。孤立化を恐れたエセンは1450年（景泰元年）、英宗を無条件で釈放して帰国させた。

## 英宗の帰還
英宗の帰国によって微妙な立場に立たされた景泰帝は、英宗に「己を罪する詔勅」の起草を求め、また帰還後の英宗を南宮（崇質宮）に幽閉させた。1457年（景泰8年）正月、景泰帝が病床につくと武清侯石亨・太監曹吉祥及び左副都御史徐有貞等による政変が発生、英宗は復辟し天順と改元した。景泰帝が崩御すると、彼を擁立した于謙及び王文は処刑された（「奪門の変」）。

## エセンのその後
土木の変の前後にトクトア・ブハ・ハーンとの関係が悪化していたエセンは、のちにハーンを殺害し、1453年（景泰4年）にハーンを自称した。しかし翌年には部下のアラク・テムル（阿剌知院）に滅ぼされ、その帝国は土木の変からわずか5年で崩壊した。

## 影響
土木の変以後、明の北方民族に対する影響力が低下すると、明と北方民族の交易が急激に衰えた。日本では製鉄技術を持たないアイヌはそれまで鉄製品を北方民族や和人との交易に頼っていたが、北方民族からの入手が困難になり和人への依存度が高まったことで価格交渉で不利となり、コシャマインの戦いが起きたとされる。